# Eva Christian
Pour les articles homonymes, voir Christian.
Ne doit pas être confondu avec Ève Christian.
Eva Christian (née Evelyne Gutmann le 27 mai 1937 à Berlin) est une actrice allemande.

## Biographie
Eva Christian a grandi à Bucarest. Après le lycée, elle a étudié le théâtre et le cinéma à l'Université de Bucarest. Elle a obtenu son premier contrat à la Comédie de Bucarest et, en 1957, elle fait ses débuts au cinéma dans la production roumaine.
En 1962, elle se rend en Allemagne de l'Ouest et joue en 1962-1963 à la Volksbühne Berlin. En 1964-1965, elle joue au Kammerspiele de Munich.
En 1966-1967, elle joue au Deutsches Theater de Göttingen et, de 1968 à 1970, elle est de retour à Berlin. Elle est apparue dans plusieurs films et de nombreuses séries télévisées. Pour la saison 2007-2008, elle est engagée au Théâtre national de Munich, où elle joue le rôle d'Hécate dans Macbeth.
En France, elle est connue comme la seconde partenaire de Pierre Vaneck dans Aux frontières du possible.

## Filmographie sélective

### Cinéma
- 1959 : Eruptia
- 1967 : Plaisirs pervers
- 1968 : Le Mariage parfait :   Gabriele Bachmann
- 1970 : Angels and Demons
- 1970 : O Enterro da Cafetina
- 1971 : Quando as Mulheres Paqueram : Angela
- 1971 : School Girl Bride
- 1972 : Ohne Nachsicht : Luise
- 1972 : Missão: Matar : Leila
- 1972 : La Pluie noire : Karin
- 1976 : The Spy Who Never Was : Karin
- 2005 : The Fisherman and His Wife : Alina Popescu

### Télévision
- 1974 : Aux frontières du possible : Christa Neumann (3 épisodes)
- 1977 : Le Renard : Sylvia Dressler (1 épisode)
- 1979 : Inspecteur Derrick : Hella Dorp (1 épisode)
- 1980 : Les Aventures de Caleb Williams : Ms. Marney (1 épisode)
- 1982 : Verdi : Teresa Stolz (9 épisodes)
- 1985 : La Clinique de la Forêt-Noire : Frau Bischle (1 épisode)
- 1987 : Un cas pour deux : Frau Schlagheck (1 épisode)
- 1991 : Section K3 : Grete Koller (1 épisode)
- 1992 : Soko brigade des stups (SOKO 5113) : Frau Hauke (1 épisode)
- 1992 : Une Famille en Bavière : Frau Slotek (2 épisodes)
- 1994 : Commissaire Léa Sommer (1 épisode)
- 2000 : Soko brigade des stups (SOKO 5113) : Agnes Dumerque (1 épisode)
- 2001 : Résurrection : Agrafena
- 2011 : Une Famille en Bavière (1 épisode)